# Cirò, Calabria
Cirò là một đô thị ở tỉnh Crotone, vùng Calabria, Italia.
Kinh tế dựa vào ngành nông nghiệp với các nông sản như dầu ăn, ngũ cốc, chanh cam, rượu vang, gia súc.